# Museo d'arte moderna di Fort Worth
Il Museo d'arte moderna di Fort Worth (in inglese Modern Art Museum of Fort Worth o The Modern) sorse nel 1892 come biblioteca pubblica e museo d'arte della città texana, pertanto è considerato il museo più vecchio dell'intero Stato..
La costruzione attuale è stata edificata di recente, progettata dall'architetto giapponese Tadao Andō. I lavori terminarono nel 2002 e nel dicembre dello stesso anno venne inaugurata la nuova struttura.
Il museo contiene più 3000 opere distribuite su una superficie di 4900 metri quadrati. Fra i dipinti ce ne sono alcuni attribuiti ad artisti famosi quali: Pablo Picasso, Anselm Kiefer, Robert Motherwell, Susan Rothenberg, Jackson Pollock, Gerhard Richter, Richard Serra, Andres Serrano, Cindy Sherman, e Andy Warhol.